# Volta a Espanha de 1979
A 34ª edição da Vuelta decorreu entre 24 de abril a 13 de Maio de 1979 entre as localidades de Jerez de la Frontera e Madrid. A corrida foi composta por 19 etapas, num total de mais de 3373 km, com uma média de 35,529 km/h.

## Equipas participantes
| Equipa                 | Chefe de filas    |
| KAS                    | Lucien Van Impe   |
| Transmallorca - Flavia | Salvador Jarque   |
| Splendor               | Michel Pollentier |
| Teka                   | Manuel Esparza    |
| Moliner - Vereco       | Ángel Arroyo      |

| Equipa                    | Chefe de filas   |
| Boule D'Or - Lano         | Alfons De Wolf   |
| Miko - Mercier            | Joop Zoetemelk   |
| Colchón C.R. - Manzaneque | Jesús Manzaneque |
| Novostil - Helios         | Javier Elorriaga |

## Etapas
| Etapa   | data        | Etapa                        | Km         | Vencedor da etapa                  | Líder da classificação geral |
| Prólogo | 24 de abril | Jerez de la Frontera         | 6,3 (CRI)  | Joop Zoetemelk Países Baixos       | Joop Zoetemelk Países Baixos |
| 1ª      | 25 de abril | Jerez de la Frontera-Sevilla | 156        | Sean Kelly Irlanda                 | Joop Zoetemelk Países Baixos |
| 2ª      | 26 de abril | Sevilla-Córdoba              | 188        | Alfons De Wolf Bélgica             | Joop Zoetemelk Países Baixos |
| 3ª      | 27 de abril | Córdoba-Sierra Nevada        | 190        | Felipe Yáñez Espanha               | Joop Zoetemelk Países Baixos |
| 4ª      | 28 de abril | Granada-Puerto Lumbreras     | 222        | Roger De Cnijf Bélgica             | Joop Zoetemelk Países Baixos |
| 5ª      | 29 de abril | Puerto Lumbreras-Murcia      | 139        | Juan Argudo Espanha                | Joop Zoetemelk Países Baixos |
| 6ª      | 30 de abril | Murcia-Alcoy                 | 171        | Christian Levavasseur França       | Christian Levavasseur França |
| 7ª      | 1 de Maio   | Alcoy-Sedaví                 | 173        | Alfons De Wolf Bélgica             | Christian Levavasseur França |
| 8ªa     | 2 de Maio   | Sedaví-Benicasim             | 145        | Sean Kelly Irlanda                 | Christian Levavasseur França |
| 8ªb     | 2 de Maio   | Benicasim                    | 11,3 (CRI) | Joop Zoetemelk Países Baixos       | Christian Levavasseur França |
| 9ª      | 3 de Maio   | Benicasim-Reus               | 193        | Alfons De Wolf Bélgica             | Christian Levavasseur França |
| 10ª     | 4 de Maio   | Reus-Zaragoza                | 230        | Noël Dejonckheere Países Baixos    | Christian Levavasseur França |
| 11ª     | 5 de Maio   | Zaragoza-Pamplona            | 183        | Noël Dejonckheere Países Baixos    | Christian Levavasseur França |
| 12ª     | 6 de Maio   | Pamplona-Logroño             | 149        | Frans Van Vlierberghe Bélgica      | Christian Levavasseur França |
| 13ª     | 7 de Maio   | Haro-Peña Cabarga            | 180        | Ángel López del Álamo Espanha      | Joop Zoetemelk Países Baixos |
| 14ª     | 8 de Maio   | Torrelavega-Gijón            | 178        | Bernardo Alfonsel Espanha          | Joop Zoetemelk Países Baixos |
| 15ª     | 9 de Maio   | Gijón-León                   | 156        | Lucien Van Impe Bélgica            | Joop Zoetemelk Países Baixos |
| 16ªa    | 10 de Maio  | León-Valladolid              | 134        | Adri Van Houwelingen Países Baixos | Joop Zoetemelk Países Baixos |
| 16ªb    | 10 de Maio  | Valladolid                   | 22 (CRI)   | Alfons De Wolf Bélgica             | Joop Zoetemelk Países Baixos |
| 17ª     | 11 de Maio  | Valladolid-Ávila             | 204        | Francisco Albelda Espanha          | Joop Zoetemelk Países Baixos |
| 18ªa    | 12 de Maio  | Ávila-Colmenar Viejo         | 155        | Miguel María Lasa Espanha          | Joop Zoetemelk Países Baixos |
| 18ªb    | 12 de Maio  | Colmenar-Azuqueca de Henares | 104        | Cees Bal Países Baixos             | Joop Zoetemelk Países Baixos |
| 19ª     | 13 de Maio  | Madrid                       | 84         | Alfons De Wolf Bélgica             | Joop Zoetemelk Países Baixos |

## Classificações
| \| 1. \| Joop Zoetemelk \| Países Baixos \| MIK \| 94h 57' 03s \| \| \| 2. \| Francisco Galdós \| Espanha \| KAS \| a 2' 43s \| \| \| 3. \| Michel Pollentier \| Bélgica \| SPL \| a 3' 21s \| \| \| 4. \| Faustino Rupérez \| Espanha \| MOL \| a 5' 51s \| \| \| 5. \| Lucien Van Impe \| Bélgica \| KAS \| a 6' 30s \| \| \| 6. \| Pedro Torres \| Espanha \| TRA \| a 6' 49s \| \| \| 7. \| Felipe Yáñez \| Espanha \| NOV \| a 7' 41s \| \| \| 8. \| Christian Seznec \| França \| MIK \| a 8' 03s \| \| \| 9. \| Alfons De Wolf \| Bélgica \| BOU \| a 10' 01s \| \| \| 10. \| Julián Andiano \| Espanha \| MOL \| a 10' 52s \| \| |                   |               |     |             |  |
| 1. | Joop Zoetemelk    | Países Baixos | MIK | 94h 57' 03s |  |
| 2. | Francisco Galdós  | Espanha       | KAS | a 2' 43s    |  |
| 3. | Michel Pollentier | Bélgica       | SPL | a 3' 21s    |  |
| 4. | Faustino Rupérez  | Espanha       | MOL | a 5' 51s    |  |
| 5. | Lucien Van Impe   | Bélgica       | KAS | a 6' 30s    |  |
| 6. | Pedro Torres      | Espanha       | TRA | a 6' 49s    |  |
| 7. | Felipe Yáñez      | Espanha       | NOV | a 7' 41s    |  |
| 8. | Christian Seznec  | França        | MIK | a 8' 03s    |  |
| 9. | Alfons De Wolf    | Bélgica       | BOU | a 10' 01s   |  |
| 10. | Julián Andiano    | Espanha       | MOL | a 10' 52s   |  |

| \| 1. \| Alfons De Wolf \| Bélgica \| BOU \| 249 pontos \| \| 2. \| Noël Dejonckheere \| Bélgica \| TEK \| 173 pontos \| \| 3. \| Joop Zoetemelk \| Países Baixos \| MIK \| 139 pontos \| |                   |               |     |            |
| 1. | Alfons De Wolf    | Bélgica       | BOU | 249 pontos |
| 2. | Noël Dejonckheere | Bélgica       | TEK | 173 pontos |
| 3. | Joop Zoetemelk    | Países Baixos | MIK | 139 pontos |

| \| 1. \| Felipe Yáñez \| Espanha \| NOV \| 96 pontos \| \| 2. \| Vicente Belda \| Espanha \| TRA \| 65 pontos \| \| 3. \| Joop Zoetemelk \| Países Baixos \| MIK \| 47 pontos \| |                |               |     |           |
| 1. | Felipe Yáñez   | Espanha       | NOV | 96 pontos |
| 2. | Vicente Belda  | Espanha       | TRA | 65 pontos |
| 3. | Joop Zoetemelk | Países Baixos | MIK | 47 pontos |

| \| 1. \| Roger De Cnijf \| Bélgica \| BOU \| 63 pontos \| |                |         |     |           |
| 1.                                                        | Roger De Cnijf | Bélgica | BOU | 63 pontos |

| \| 1. \| KAS \| Espanha \| KAS \| 284h 57' 15s \| \| 2. \| - \| - \| - \| - \| \| 3. \| - \| - \| - \| - \| |     |         |     |              |
| 1. | KAS | Espanha | KAS | 284h 57' 15s |
| 2. | -   | -       | -   | -            |
| 3. | -   | -       | -   | -            |